# Clepsis ecclisis
Clepsis ecclisis es una especie de polilla del género Clepsis, categorizada en la tribu Archipini, de la subfamilia Tortricinae.

## Distribución
Se distribuye por Guatemala.

## Taxonomía
Fue descrita por Walsingham en 1914 y publicada en (Tortrix), Biol. Centr.-Am. Lepid. Heterocera 4: 293.